# ホワット・アイ・リアリー・ウォント・フォー・クリスマス
『ホワット・アイ・リアリー・ウォント・フォー・クリスマス』（What I Really Want for Christmas）は、アメリカ合衆国のミュージシャン、ブライアン・ウィルソンが2005年に発表したスタジオ・アルバム。ソロ転向後としては初のクリスマス・アルバムで、書き下ろしの新曲、ザ・ビーチ・ボーイズ時代に発表した『ザ・ビーチ・ボーイズ・クリスマス・アルバム』（1964年）からのセルフ・カヴァー2曲、それにクリスマス・キャロルのカヴァーが含まれている。

## 背景
新曲のうち表題曲はエルトン・ジョンとの仕事で知られるバーニー・トーピンが作詞し、「クリスマジー」はジミー・ウェッブが作詞した。
CDボーナス・トラックの3曲はアルバム本編よりも古い録音で、そのうちオリジナル曲の「オン・クリスマス・デイ」は2000年12月9日に録音され、同月のうちにウィルソンの公式サイトで公開された。なお、アメリカではアナログLPもリリースされている。

## 反響・評価
母国アメリカでは本作がBillboard 200で200位を記録し、『ビルボード』のアダルト・コンテンポラリー・チャートでは「ひいらぎ飾ろう」が9位、「ウィ・ウィッシュ・ユー・ア・メリー・クリスマス」が29位を記録した。イギリスでは、本作は全英アルバムチャート入りを逃すが、表題曲は2005年12月17日付の全英シングルチャートで66位を記録した。
ジョン・ブッシュはオールミュージックにおいて5点満点中3点を付け「ウィルソンの妙に力強いボーカルは、クリスマスのコンセプトにはあまり似つかわしくないが、アレンジやサウンド処理は大変良く、長大な楽器のリストやサウンドは『ペット・サウンズ』や『スマイル』のクレジットを長年記憶してきたようなビーチ・ボーイズ・ファンにとって馴染み深いものだろう」と評している。また、『ワシントン・ポスト』紙のスタッフのリチャード・ハリントンは、本作を2005年のクリスマス・アルバムのうち特に優れた10作の一つとして挙げ「声は衰えているが、魂は衰えていない」と評している。

## 収録曲
1. マン・ウィズ・オール・ザ・トイズ - "The Man with All the Toys" (Brian Wilson, Mike Love) - 3:00
2. ホワット・アイ・リアリー・ウォント・フォー・クリスマス - "What I Really Want for Christmas" (B. Wilson, Bernie Taupin) - 3:51
3. 世のひと忘るな - "God Rest Ye Merry Gentlemen" (Traditional) - 3:28
4. オー・ホーリー・ナイト - "O Holy Night" (Traditional) - 4:29
5. ウィ・ウィッシュ・ユー・ア・メリー・クリスマス - "We Wish You a Merry Christmas" (Traditional) - 2:39
6. 天にはさかえ - "Hark the Herald Angels Sing" (Traditional) - 3:35
7. 天なる神には - "It Came Upon a Midnight Clear" (Traditional) - 3:10
8. 牧人ひつじを - "The First Noel" (Traditional) - 4:48
9. クリスマジー - "Christmasey" (B. Wilson, Jimmy Webb) - 4:09
10. リトル・セイント・ニック - "Little Saint Nick" (B. Wilson, M. Love) - 2:13
11. ひいらぎ飾ろう - "Deck the Halls" (Traditional) - 2:37
12. 蛍の光 - "Auld Lang Syne" (Traditional) - 1:35

### CDボーナス・トラック
1. オン・クリスマス・デイ - "On Christmas Day" (B. Wilson) - 3:24
2. もろびとこぞりて - "Joy to the World" (Traditional) - 2:09
3. きよしこの夜 - "Silent Night" (Traditional) - 0:49

## 参加ミュージシャン
- ブライアン・ウィルソン - ボーカル、ピアノ、アレンジ
- ジェフリー・フォスケット - バックグラウンド・ボーカル、ギター、スレイベル
- ダリアン・サハナジャ - バックグラウンド・ボーカル、ピアノ、オルガン、グロッケンシュピール、ヴィブラフォン
- スコット・ベネット - バックグラウンド・ボーカル、オルガン、ピアノ、グロッケンシュピール、ヴィブラフォン
- ニック・ワルスコ - バックグラウンド・ボーカル、ギター
- プロビン・グレゴリー - バックグラウンド・ボーカル、ギター、フレンチホルン、フリューゲルホルン、トランペット
- ポール・フォン・マーテンス - サックス、フルート、ハーモニカ、ストリングス・アレンジ、ホーン・アレンジ
- ボブ・リジック - ベース
- ジム・ハインズ - ドラムス
- ネルソン・ブラッグ - バックグラウンド・ボーカル、パーカッション
- テイラー・ミルズ - バックグラウンド・ボーカル
- ジョン・ヨアキム - バリトン・サックス、オーボエ
- ロビー・ヒオキ - トロンボーン、バストロンボーン
- ピーター・ケント - ヴァイオリン
- シャロン・ジャクソン - ヴァイオリン
- カレン・バクニン - ヴィオラ
- エリカ・カークパトリック - チェロ
- キャロル・ロビンズ - ハープ